# Николаенко, Леонид Николаевич
Леони́д Никола́евич Никола́енко (укр. Ніколаєнко Леонід Миколайович; 11 мая 1957, Николаев, УССР) — советский и украинский футболист (полузащитник, защитник) и тренер по футболу.
Работал в федерации футбола Николаевской области. Инспектировал матчи чемпионата области.

## Игровая карьера
Футболом начал заниматься в десятилетнем возрасте в ДЮСШ города Николаева. Первый тренер — С. В. Байда. Привлекался в юношескую сборную УССР. После завершения обучения тренер рекомендовал Леонида в «дубль» ворошиловградской «Зари». В 1976 году был призван на воинскую службу, которую проходил в одесском СКА. Через полтора года во время первенства Вооружённых Сил был замечен тренером московского ЦСКА Всеволодом Бобровым и приглашён в столичную команду. В 19 лет дебютировал в высшей лиге чемпионата СССР в игре с «Араратом».
Когда армейскую команду возглавил Базилевич, Николаенко потерял место в составе и перешёл в смоленскую «Искру». В 1985 году тренер Юрий Морозов вернул Николаенко в ЦСКА. Московская команда, на тот момент потерявшая место в высшем дивизионе, боролась за повышение в классе. В первый сезон «армейцы» заняли второе место в турнире, но в переходном турнире оказались слабее «Черноморца» и «Нефтчи». Со второй попытки, завоевав малые золотые медали чемпионов СССР, ЦСКА вернул себе место в высшей лиге. После достижения поставленной цели руководство клуба взяло курс на омоложение состава, и ветеран Николаенко уехал в Венгрию, где выступал за команду ЮГВ.
Единственный матч за команду родного города сыграл 18 ноября 1994 года.

## Достижения
- Двукратный чемпион Николаевской области по футболу («Водник» Николаев 2001, 2002).
- Двукратный обладатель кубка Николаевской области по футболу («Водник» Николаев 2001, 2002).
- Бронзовый призёр Любительского чемпионата Украины («Водник» Николаев 2002)
- Вывел команду во вторую лигу («Водник» Николаев 2003).